# (18095) Frankblock
(18095) Frankblock es un asteroide perteneciente al cinturón de asteroides, descubierto el 5 de junio de 2000 por el equipo del Lincoln Near-Earth Asteroid Research desde el Laboratorio Lincoln, Socorro, Nuevo México.

## Designación y nombre
Designado provisionalmente como  2000 LL5. Fue nombrado  por Frank Emmanuel Block (nacido en 1985) quien obtuvo el segundo puesto en la Feria Internacional de Ciencias e Ingeniería de Intel de 2003 por su proyecto de equipo de informática. Asiste a la escuela secundaria Little Rock Central High School en Little Rock, Arkansas, EE. UU.

## Características orbitales
Frankblock está situado a una distancia media del Sol de 2,365 ua, pudiendo alejarse hasta 2,613 ua y acercarse hasta 2,116 ua. Su excentricidad es 0,105 y la inclinación orbital 6,968 grados. Emplea 1328,11 días en completar una órbita alrededor del Sol.

## Características físicas
La magnitud absoluta de Frankblock es 14,53. Tiene 3,056 km de diámetro y su albedo se estima en 0,395.